# Cheilosia lucida
Cheilosia lucida är en tvåvingeart som beskrevs av Barkalov 1998. Cheilosia lucida ingår i släktet örtblomflugor, och familjen blomflugor. Inga underarter finns listade i Catalogue of Life.